# مارك جونسون (لاعب كرة قاعدة)
مارك جونسون (بالإنجليزية: Mark Johnson)‏ هو لاعب كرة قاعدة أمريكي، ولد في 12 سبتمبر 1975 في ويت ريدج في الولايات المتحدة.

## وصلات خارجية
- مارك جونسون على موقع دوري كرة القاعدة الرئيسي (الإنجليزية)
- مارك جونسون على موقعبيزبول رفرنس.كوم (الدوري الرئيسي) (الإنجليزية)
- مارك جونسون على موقعبيزبول رفرنس.كوم (الدوري الثانوي) (الإنجليزية)
- مارك جونسون على موقع إي إس بي إن.كوم (أم.أل.بي) (الإنجليزية)
- مارك جونسون على موقع مشجعي الرسوم البيانية (الإنجليزية)